# We Love Millionaires
Pour plus de détails, voir Fiche technique et Distribution.
We Love Millionaires (我愛金龜婿, Wo ai jin gui xu) est un film hongkongo-coréen, réalisé par Umetsugu Inoue, sorti en 1971 au cinéma.
Le scénario reprend le dispositif et les thèmes féministes du film Comment épouser un millionnaire, dans lequel un trio de jeunes femmes cherche à se réaliser sur les plans personnel et professionnel en épousant un homme riche.

## Synopsis
Trois vendeuses hongkongaises utilisent toutes leurs économies pour acheter un billet d'avion vers le Japon, où habite l'oncle de l'une d'elles, dans l'espoir de trouver un mari riche qui pourra les entretenir. Les rives du lac Biwa vont devenir leur premier terrain de chasse.

## Fiche technique
Sauf indication contraire, les informations mentionnées dans cette section peuvent être confirmées par la base de données cinématographiques IMDb,  présente dans la section « Liens externes ».
- Titre : We Love Millionaires
- Titre original : 我愛金龜婿 (Wo ai jin gui xu)
- Réalisation : Umetsugu Inoue
- Scénario : Umetsugu Inoue
- Direction artistique : Mi Ta
- Photographie : Toru Watanabe
- Montage : Hsing-Lung Chiang
- Musique : Fu Liang Chou
- Paroles : Mei Shan
- Production : Runme Shaw
- Société de production : Shaw Brothers,
- Pays d'origine :  Hong Kong, Corée
- Langue : Mandarin
- Format : Couleurs - 2,35:1 - Mono - 35 mm
- Genre : Comédie, romance
- Durée : 93 minutes (1 h 33)
- Dates de sorties en salles : 
  - Hong Kong : 18 août 1971
  - Corée : 1973

## Distribution
- Lily Ho : Nancy Ho
- Ling Yun : Gao Lang
- Chen Yi-ling : Lin Yi-li
- Barry Chan : Joey Chen
- Tsui Chih-shu (Choi Ji-suk) : Pai Lu-hua
- Kun Li : Sun Peishan
- Lau Chi-wing : Tony Lee
- Chin Han-hsieh (Twist Kim) : Peter
- Park Ji-hyeon : Jenny